# Vracovice (ort i Tjeckien, Södra Mähren)
Vracovice är en ort i Tjeckien.   Den ligger i regionen Södra Mähren, i den sydöstra delen av landet, 170 km sydost om huvudstaden Prag. Vracovice ligger 433 meter över havet och antalet invånare är 191.
Terrängen runt Vracovice är huvudsakligen platt, men åt sydväst är den kuperad. Runt Vracovice är det ganska glesbefolkat, med 22 invånare per kvadratkilometer. Närmaste större samhälle är Znojmo, 12,1 km öster om Vracovice. Trakten runt Vracovice består till största delen av jordbruksmark.